# 雨が降っても
雨が降っても（あめがふっても）は、歌手スリー・グレイセスの曲。みんなのうたで使用された。